# فانيسا شنايدر
فانيسا شنايدر (بالفرنسية: Vanessa Schneider)‏ هي كاتِبة وصحفية فرنسية، ولدت في 1969 في بوتو (فرنسا) في فرنسا.